# Parata di Pasqua

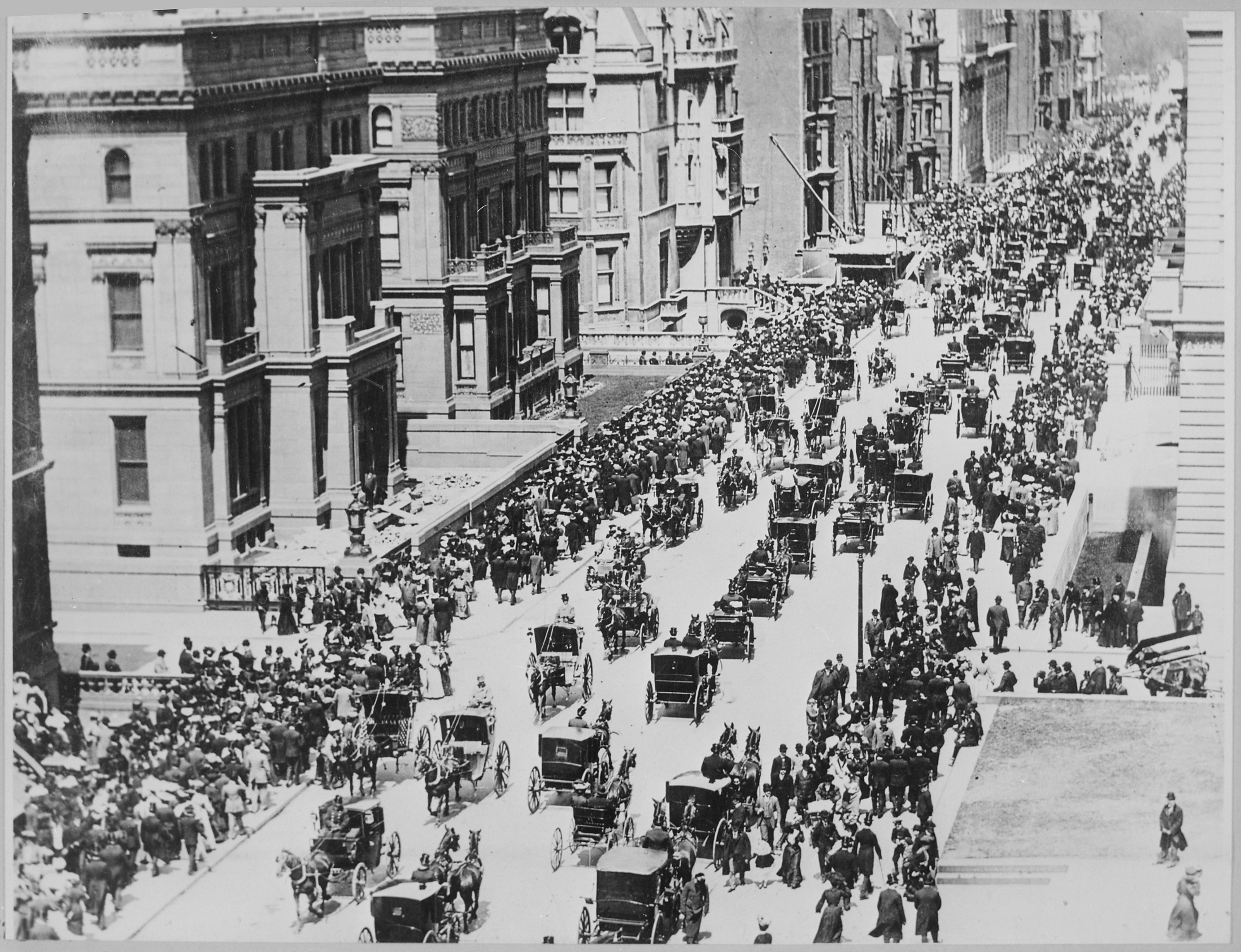
Parata di Pasqua sulla 5th Avenue nel 1900.

La parata di Pasqua (o sfilata dei cappelli, Easter Bonnet Parade) è un'usanza culturale nordamericana che consiste in una processione festosa durante la domenica di Pasqua, che risale al XIX secolo.
La tradizione delle parate di Pasqua è legata alle tradizionali processioni pasquali, che a loro volta risalgono all'ingresso di Gesù a Gerusalemme la Domenica delle Palme, quando fu accolto da una folla adorante. Spesso accompagnate da abiti speciali, fanno parte della cultura cristiana fin dai suoi albori. L'ingresso di Gesù a Gerusalemme la Domenica delle Palme è stato citato come il primo precursore delle moderne parate pasquali.
Le autorità attribuiscono l'introduzione di elaborate cerimonie pasquali, tra cui abiti sgargianti e l'ostentazione di ornamenti personali, all'imperatore romano Costantino I all'inizio del IV secolo, quando ordinò ai suoi sudditi di vestirsi con i loro abiti migliori e di sfilare in onore della resurrezione di Cristo.

## La parata di New York
Dagli anni '80 del XIX secolo fino agli anni '50 del XX secolo, la parata pasquale di New York fu una delle principali espressioni culturali della Pasqua negli Stati Uniti.
Durante le celebrazioni le famiglie indossano i vestiti della domenica o costumi stravaganti, spesso cappelli sgargianti. Vi partecipano newyorkesi di tutte le età e tipi ed è popolare tra gli ambienti festivi. Si svolgono sulla Fifth Avenue, tra la 49a e la 57a Strada, a Manhattan, durante la domenica di Pasqua. La parata avviene in chiese gotiche di New York, come la cattedrale di San Patrizio.
Nel 2020, la parata di Pasqua è stata cancellata a causa della pandemia di COVID-19.

## Altri luoghi
Con l'aumentare dell'importanza della parata di New York a partire dal XIX secolo, altre città statunitensi svilupparono le proprie versioni.
New Orleans ospita parate alla domenica di Pasqua, tra cui una nel quartiere francese.
Richmond ospita una parata lungo quattro isolati di Monument Avenue da oltre 50 anni.
Toronto ospita alcune parate pasquali, che dal 1981, sono organizzate dal Lions Clubs International.